# Zhaopeng (köpinghuvudort i Kina, Hubei Sheng, lat 31,41, long 113,85)
Zhaopeng är en köpinghuvudort i Kina. Den ligger i provinsen Hubei, i den centrala delen av landet, omkring 100 kilometer nordväst om provinshuvudstaden Wuhan. Antalet invånare är 29 411. Befolkningen består av 14 374 kvinnor och 15 037 män. Barn under 15 år utgör 14,0 %, vuxna 15-64 år 72 %, och äldre över 65 år 12,0 %.
Runt Zhaopeng är det tätbefolkat, med 459 invånare per kvadratkilometer. Närmaste större samhälle är Yudian, 15,5 km öster om Zhaopeng. Trakten runt Zhaopeng består till största delen av jordbruksmark.
Genomsnittlig årsnederbörd är 1 301 millimeter. Den regnigaste månaden är juli, med i genomsnitt 192 mm nederbörd, och den torraste är december, med 15 mm nederbörd.